# Pigs on the Wing
Pigs on the Wing è un brano musicale in due parti della band inglese Pink Floyd.

## Storia
Il brano, scritto e composto da Roger Waters, è stato pubblicato per la prima volta, diviso in due parti, nel concept album Animals del 1977.
È inoltre presente nell'album live di Roger Waters In the Flesh - Live e, nella versione dei Pink Floyd non divisa in due parti, nell'album Goldtop di Snowy White (in quella registrazione secondo chitarrista della band).

## Formazione
- Roger Waters - voce, chitarra acustica

Membri aggiuntivi
- Snowy White - chitarra acustica addizionale e chitarra elettrica (solo versione Stereo8)